# Geldermalsen
Geldermalsen est un village dans la commune de West Betuwe et une ancienne commune néerlandaise, en province de Gueldre. Elle est bordée par la Linge. La commune disparaît le 31 décembre 2018 au profit le lendemain de West Betuwe.

## Histoire
La municipalité de Geldermalsen a été créée le 1er janvier 1978 par la fusion des anciennes municipalités de Beesd, Deil et Geldermalsen et une grande partie de celle de Buurmalsen. Du 1er janvier 1812 au 1er janvier 1818, Buurmalsen avait auparavant été uni à Geldermalsen dans une commune.
Le 1er janvier 2019, la municipalité de Geldermalsen a fusionné avec Neerijnen et Lingewaal en une municipalité nouvellement formée nommée West Betuwe.

### Histoire du village
L'existence de Geldermalsen est d'abord suggérée dans une charte du 12 août 850. Elle fait référence à Uberan Malsna (plus tard appelé Bovenmalsen / Malsen Supérieur), ce qui pointe directement l'actuel Buurmalsen. Cela suppose aussi la présence d'un Nedermalsen / Malsen Inférieur, au sud du Linge. Dans des documents d'archives ultérieurs, Geldermalsen est mentionné, entre autres, sous les noms de Burchmalsen,  's-Hertogenmalsen, Gelremalsen, Geldermalssum, Geldermalssen et Geldermalsem. La distinction entre les noms Buur- et Geldermalsen peut être expliquée parce que Buurmalsen appartenait traditionnellement au comté de Buren et Geldermalsen au duché de Gueldre.
Dans le centre de Geldermalsen, s'élève une église de village de style gothique tardif du XVe siècle : l'église du Centre ou l'église Suitbertus. Le clocher de l'église et ses cloches datent de la seconde moitié du XIIIe siècle et a été élevé au XVe siècle avec un plancher de cloche orné de niches en arc brisé. Le beffroi avec horloge date de 1460. L'église abrite des fonts baptismaux du XVe siècle. L'orgue a été construit vers 1860 par P.J. Adema.
Au XVIIe siècle, des membres de la famille noble zélandaise des Van Borssele (nl) s'installent à Geldermalsen, où ils prédominent pendant plusieurs générations. Jacob van Borssele fut le premier seigneur de Geldermalsen et avec sa femme Maria van Varick. Il a reçu une tombe en marbre blanc dans l'église du Centre. Un petit-fils de Jacob et Maria, Jan van Borssele, est devenu directeur de la VOC (VOC = Vereenigde Oostindische Compagnie) et a nommé un navire de type Indiaman d'après Geldermalsen. Le Geldermalsen (nl) a fait naufrage en 1752 avec une cargaison extrêmement coûteuse dans la mer de Chine méridionale. Celle-ci a cependant été récupéré en 1984.
En 1772, le moulin de polder De Watermolen a été construit juste à l'extérieur du village. En 1848, un autre moulin, De Bouwing, pour le maïs cette fois, a pris place dans le village.
De 1838 à 1934, il y avait un tribunal de district dans le village. La cour a pu investir son propre bâtiment en 1883, conçu par J.F. Metzelaar et son fils W.C. Metzelaar.
En 1949, l'église catholique romaine Saint Suitbertus a été construite selon un design sobre par l'architecte C.H.B. Dionisius. En 1955, l'église réformée a été construite selon une conception octogonale par l'architecte Egbert Reitsma.
Le 31 janvier 1995, les habitants de Geldermalsen ont dû être évacués pendant 5 jours en raison d'une montée du niveau des eaux dangereusement élevé de la Meuse et du Waal.

### Le château à Geldermalsen
Les archives montrent qu'il y avait déjà un château à Geldermalsen en 1096. Plus tard, il recevra le nom de "Ravesteyn". En 1741, le château était décrit comme une maison noble à douves avec deux hauts pignons à gradins, une tour basse carrée avec un avant-mur et un pont-levis. En 1828, le propriétaire et résident de l'époque Edmond Willem van Dam van Isselt fit rénover radicalement le logement d'origine. Plus tard, l'édifice a été appelée "Groot Ravenstein" (Grand Ravenstein), pour le différencier du "Klein Ravenstein" (Petit Ravenstein) à Buurmalsen. Le 4 avril 1916, il fut vendu au public et démoli peu de temps après. Le château était situé dans ce qui est maintenant appelé le Zwarte Kamp.

### Héraldique
Le blason de Geldermalsen a été mis en usage le 24 décembre 1918. La description officielle est:
"De gueules aux 19 besants d'or, placées 4,4,4,4,3. L'écu recouvert d'une couronne dorée de 3 feuilles et 2 pointes de perles."
Les besants sont tirés des armoiries de Bentheim.

## Transport

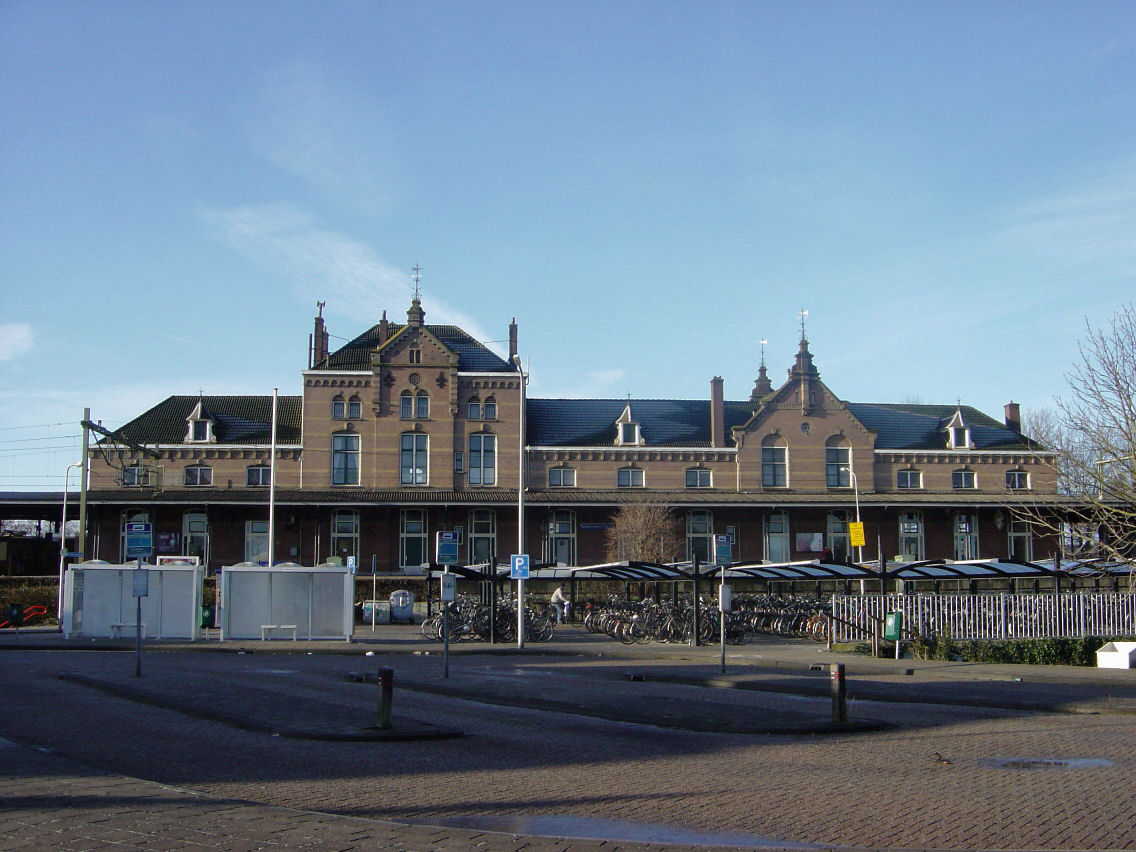
La gare

À Geldermalsen, deux lignes de chemin de fer se croisent : la ligne Utrecht-Boxtel, et la ligne Merwede-Linge, reliant Dordrecht à Elst, surnommée Ligne de la Betuwe. Voir aussi : Gare de Geldermalsen.